# Nuoto ai campionati mondiali di nuoto 2013 - 50 metri dorso femminili
Le qualifiche per la semifinale si sono svolte la mattina del 31 luglio 2013, mentre la semifinale si è svolta la sera dello stesso giorno. La finale, invece, si è svolta la sera del 1º agosto 2013.

## Medaglie
| Posizione | Atleta       | Paese    |
| --------- | ------------ | -------- |
| Oro       | Zhao Jing    | Cina     |
| Argento   | Fu Yuanhui   | Cina     |
| Bronzo    | Aya Terakawa | Giappone |

## Record
Prima della manifestazione il record del mondo (WR) e il record dei campionati (CR) erano i seguenti.
| Record mondiale       | 27"06 | Zhao Jing Cina | 30 luglio 2009 Roma, Italia |
| Record dei campionati | 27"06 | Zhao Jing Cina | 30 luglio 2009 Roma, Italia |

Nel corso della competizione non sono stati migliorati record.

## Risultati

### Batterie
| Pos. | Batteria | Corsia | Atleta                  | Nazionalità             | Tempo | Note  |
| ---- | -------- | ------ | ----------------------- | ----------------------- | ----- | ----- |
| 1    | 6        | 4      | Fu Yuanhui              | Cina                    | 27"55 | Q     |
| 2    | 6        | 5      | Zhao Jing               | Cina                    | 27"81 | Q     |
| 3    | 5        | 4      | Aya Terakawa            | Giappone                | 28"05 | Q     |
| 4    | 4        | 5      | Mercedes Peris          | Spagna                  | 28"07 | Q     |
| 5    | 5        | 5      | Etiene Medeiros         | Brasile                 | 28"16 | Q     |
| 6    | 4        | 4      | Rachel Bootsma          | Stati Uniti             | 28"28 | Q     |
| 7    | 6        | 3      | Georgia Davies          | Gran Bretagna           | 28"35 | Q     |
| 7    | 6        | 6      | Lauren Quigley          | Gran Bretagna           | 28"35 | Q     |
| 9    | 5        | 2      | Duane Da Rocha          | Spagna                  | 28"37 | Q     |
| 9    | 5        | 6      | Aleksandra Urbańczyk    | Polonia                 | 28"37 | Q     |
| 11   | 6        | 2      | Simona Baumrtová        | Rep. Ceca               | 28"38 | Q     |
| 12   | 4        | 9      | Stephanie Au            | Hong Kong               | 28"39 | Q     |
| 13   | 5        | 3      | Missy Franklin          | Stati Uniti             | 28"44 | Q, WD |
| 13   | 6        | 8      | Sanja Jovanović         | Croazia                 | 28"44 | Q     |
| 15   | 4        | 3      | Emily Seebohm           | Australia               | 28"48 | Q     |
| 16   | 4        | 6      | Sinead Russell          | Canada                  | 28"60 | Q     |
| 17   | 4        | 8      | Ingibjörg Jónsdóttir    | Islanda                 | 28"62 |       |
| 17   | 5        | 9      | Anni Alitalo            | Finlandia               | 28"62 |       |
| 19   | 4        | 7      | Klaudia Nazieblo        | Polonia                 | 28"65 |       |
| 20   | 3        | 7      | Amit Ivry               | Israele                 | 28"75 |       |
| 21   | 6        | 7      | Belinda Hocking         | Australia               | 28"80 |       |
| 22   | 4        | 2      | Theodora Drakou         | Grecia                  | 28"81 |       |
| 22   | 6        | 1      | Daria Ustinova          | Russia                  | 28"81 |       |
| 24   | 6        | 9      | Tao Li                  | Singapore               | 28"90 |       |
| 25   | 4        | 1      | Carolina Colorado Henao | Colombia                | 29"08 |       |
| 26   | 6        | 0      | Jessica Ashley-Cooper   | Sudafrica               | 29"08 |       |
| 27   | 5        | 0      | Kimberly Buys           | Belgio                  | 29"16 |       |
| 28   | 3        | 3      | Maria Gonzalez          | Messico                 | 29"17 |       |
| 29   | 5        | 8      | Kim Ji-Hyun             | Corea del Sud           | 29"18 |       |
| 30   | 4        | 0      | Yekaterina Rudenko      | Kazakistan              | 29"19 |       |
| 31   | 5        | 1      | Magdalena Kuras         | Svezia                  | 29"39 |       |
| 32   | 3        | 6      | Gisela Morales          | Guatemala               | 29"42 |       |
| 33   | 5        | 7      | Selina Hocke            | Germania                | 29"50 |       |
| 34   | 3        | 4      | Jeserik Pinto           | Venezuela               | 29"62 |       |
| 35   | 3        | 1      | Ekaterina Avramova      | Bulgaria                | 29"75 |       |
| 36   | 3        | 9      | Barbara Caraballo       | Porto Rico              | 29"80 |       |
| 37   | 3        | 2      | Yulduz Kuchkarova       | Uzbekistan              | 29"84 |       |
| 38   | 3        | 5      | Hazal Sarıkaya          | Turchia                 | 30"15 |       |
| 39   | 2        | 4      | Caroline Puamau         | Figi                    | 30"36 |       |
| 40   | 3        | 0      | Birita Debes            | Fær Øer                 | 30"57 |       |
| 41   | 3        | 8      | Heather Arseth          | Mauritius               | 30"61 |       |
| 42   | 2        | 5      | Siona Huxley            | Saint Lucia             | 31"33 |       |
| 43   | 2        | 2      | Faye Hussain            | Kuwait                  | 31"36 |       |
| 44   | 2        | 6      | Kuan Weng I             | Macao                   | 31"64 |       |
| 45   | 2        | 8      | Evelina Afoa            | Samoa                   | 31"67 |       |
| 46   | 2        | 3      | Nadeera Jayasekera      | Sri Lanka               | 32"33 |       |
| 47   | 2        | 1      | Caylee Watson           | Isole Vergini Americane | 32"38 |       |
| 48   | 2        | 0      | Nur Hamizah Ahmad       | Brunei                  | 33"85 |       |
| 49   | 1        | 5      | Collen Furgeson         | Isole Marshall          | 34"48 |       |
| 50   | 1        | 4      | Osisang Chilton         | Palau                   | 34"60 |       |
| 51   | 2        | 9      | Khadidiatou Dieng       | Senegal                 | 34"90 |       |
|      | 1        | 3      | Meseret Amare           | Etiopia                 |       | DNS   |
|      | 2        | 7      | Khahliso Mpeta          | Lesotho                 |       | DNS   |

### Semifinali

#### Semifinale 1
| Pos. | Corsia | Atleta         | Nazionalità   | Tempo | Note |
| ---- | ------ | -------------- | ------------- | ----- | ---- |
| 1    | 5      | Mercedes Peris | Spagna        | 27"71 | Q    |
| 2    | 4      | Zhao Jing      | Cina          | 27"87 | Q    |
| 3    | 3      | Rachel Bootsma | Stati Uniti   | 27"93 | Q    |
| 4    | 6      | Lauren Quigley | Gran Bretagna | 28"02 | Q    |
| 5    | 2      | Duane Da Rocha | Spagna        | 28"25 |      |
| 6    | 1      | Emily Seebohm  | Australia     | 28"29 |      |
| 7    | 7      | Stephanie Au   | Hong Kong     | 28"33 |      |
| 8    | 8      | Anni Alitalo   | Finlandia     | 28"61 |      |

#### Semifinale 2
| Pos. | Corsia | Atleta               | Nazionalità   | Tempo | Note |
| ---- | ------ | -------------------- | ------------- | ----- | ---- |
| 1    | 4      | Fu Yuanhui           | Cina          | 27"40 | Q    |
| 2    | 5      | Aya Terakawa         | Giappone      | 27"70 | Q    |
| 3    | 3      | Etiene Medeiros      | Brasile       | 27"89 | Q    |
| 4    | 6      | Georgia Davies       | Gran Bretagna | 28"05 | Q    |
| 5    | 7      | Simona Baumrtová     | Rep. Ceca     | 28"20 |      |
| 6    | 2      | Aleksandra Urbańczyk | Polonia       | 28"25 |      |
| 7    | 8      | Sinead Russell       | Canada        | 28"35 |      |
| 8    | 1      | Sanja Jovanović      | Croazia       | 28"60 |      |

### Finale
| Pos. | Corsia | Atleta          | Nazionalità   | Tempo | Note |
| ---- | ------ | --------------- | ------------- | ----- | ---- |
|      | 6      | Zhao Jing       | Cina          | 27"29 |      |
|      | 4      | Fu Yuanhui      | Cina          | 27"39 |      |
|      | 5      | Aya Terakawa    | Giappone      | 27"53 |      |
| 4    | 2      | Etiene Medeiros | Brasile       | 27"83 |      |
| 5    | 3      | Mercedes Peris  | Spagna        | 27"93 |      |
| 6    | 8      | Georgia Davies  | Gran Bretagna | 27"96 |      |
| 7    | 7      | Rachel Bootsma  | Stati Uniti   | 28"05 |      |
| 8    | 1      | Lauren Quigley  | Gran Bretagna | 28"33 |      |